# Heliotropium bracteatum
Heliotropium bracteatum är en strävbladig växtart som beskrevs av Robert Brown. Heliotropium bracteatum ingår i Heliotropsläktet som ingår i familjen strävbladiga växter. Utöver nominatformen finns också underarten H. b. leptostachyum.